# Blériot XI
Il Blériot XI era un monoplano monomotore progettato dal francese Raymond Saulnier; con questo aereo, che rivoluzionò le regole della progettazione aeronautica, il 25 luglio 1909 Louis Blériot compì la prima traversata aerea della Manica.

## Tecnica

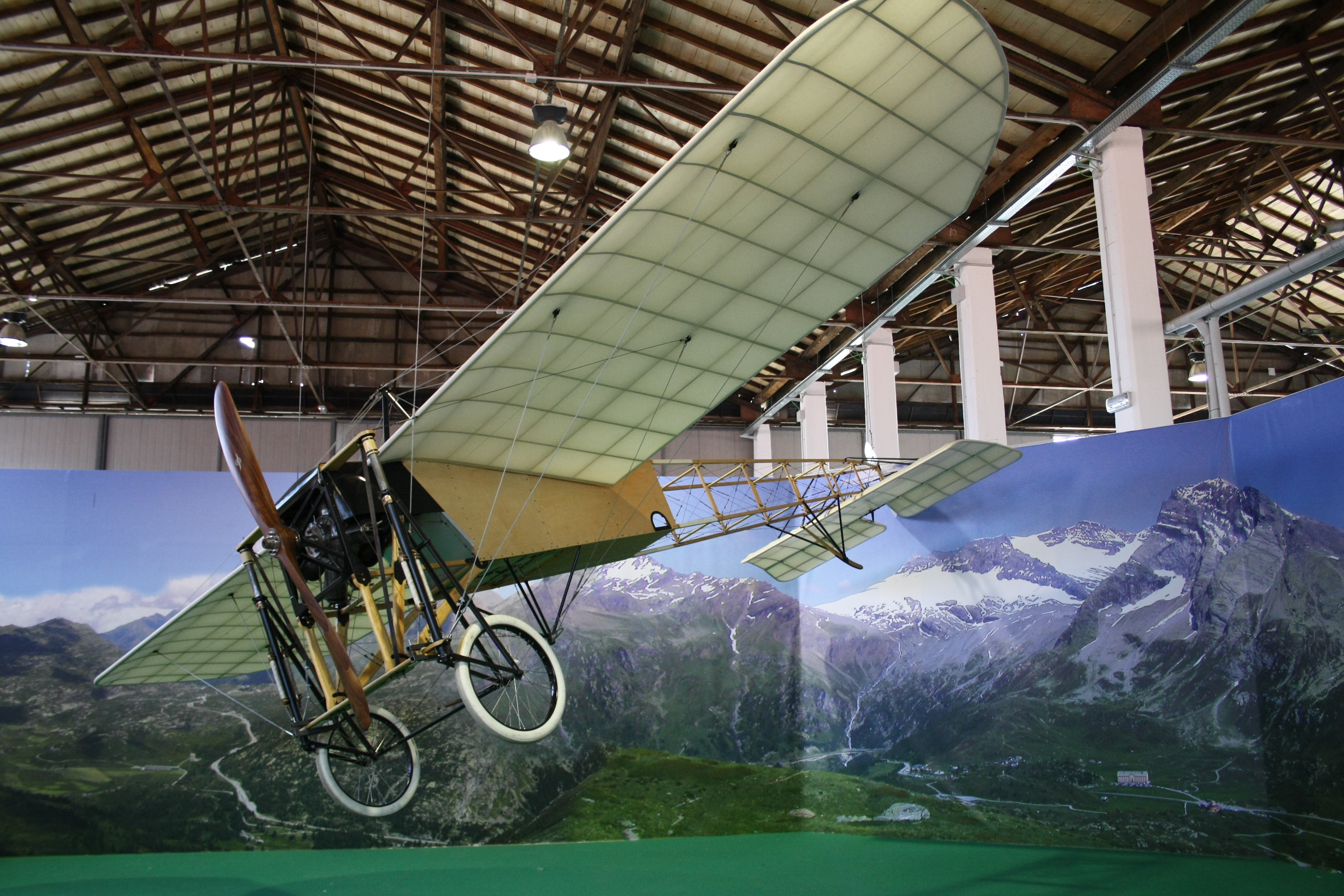
Riproduzione del Bleriot XI al Parco e Museo di Volandia.

Ali e motore erano montati anteriormente, mentre il timone di direzione e quello di profondità erano in coda; la fusoliera era un'unica trave portante di legno parzialmente intelata, rinforzata con cavi e chiusa davanti a protezione del pilota. Il carrello era ammortizzato in modo innovativo e le ali singole, per quanto sottili e deboli, erano sorrette da robusti cavi, per meglio sopportare i carichi di volo e di atterraggio. Le ali, su profilo sottile concavo-convesso e dotate di un marcato diedro, erano prive di alettoni (come spesso accadeva all'epoca) e il rollio era comandato dallo svergolamento delle estremità alari, azionato da un volantino che regolava anche il beccheggio. Il timone posteriore regolava invece l'imbardata con un sistema a pedale, brevettato dallo stesso Blériot e divenuto poi lo standard, ancora oggi in uso su tutti i modelli di aereo. Il motore era un Anzani a tre cilindri da 25 cavalli, di un modello che normalmente era montato sulle motociclette, e azionava un'elica bipala in legno laminato.

## Impiego operativo
Dopo l'impresa, molti danarosi sportivi ed eserciti comprarono il monoplano, tanto che l'imprenditore dovette apportare molte migliorie al velivolo, dotandolo ad esempio del nuovo motore Gnome rotativo da 50 cavalli.
Il 23 ottobre 1911 fu protagonista con il Capitano Carlo Maria Piazza del primo volo di ricognizione della storia durante la Guerra di Libia e nei giorni successivi compì uno dei primi bombardamenti aerei lanciando a mano sugli accampamenti nemici bombe Cipelli da 2 kg. Nel febbraio del 1912 sempre il Cap. Piazza, con un Blériot dotato di macchina fotografica Bebé Zeiss, compì la prima ricognizione fotografica militare.
Le versioni migliorate furono largamente usate in Francia, fino agli inizi della Grande Guerra, quando furono sostituiti dai nuovi biplani SPAD, Nieuport ecc. e destinati all'addestramento.
Dal 1912 venne costruito su licenza in Italia dalla Società Italiana Transaerea ed il Corpo Aeronautico del Regio Esercito fino all'aprile del 1915 li usava nella 15ª Squadriglia da ricognizione e combattimento e dal mese di maggio 1915 nella 1ª Squadriglia da ricognizione e combattimento fino al 25 giugno, nella 2ª Squadriglia da ricognizione e combattimento fino al 31 luglio, nella 3ª Squadriglia da ricognizione e combattimento fino al 16 luglio, nella 4ª Squadriglia da ricognizione e combattimento (con la versione 80 cv) fino all'8 settembre, nella 13ª Squadriglia da ricognizione e combattimento fino al 1º agosto e nella 14ª Squadriglia da ricognizione e combattimento fino al 22 giugno.
All'inizio della grande guerra la forza aerea dell'Esercito disponeva di 6 squadriglie di Bleriot con 37 aerei e 30 piloti. La 4^ Bleriot andò a Bazzera di Tessera (Venezia) a difesa del Comando della piazza marittima di Venezia.
Nel corso del 1915 si sciolsero subito le squadriglie dei vetusti monoplani Bleriot, ma intanto si formavano le nuove unità, equipaggiate con aerei più efficienti.

### Grandi imprese

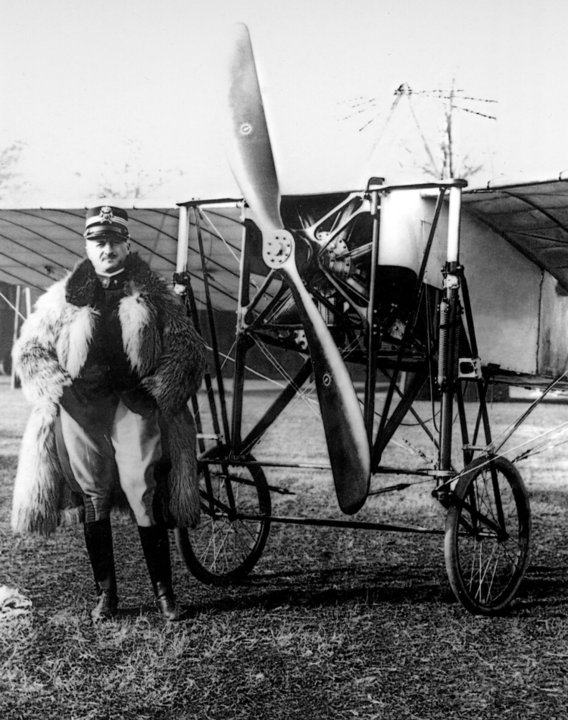
Il Blériot XI del pioniere dell'aviazione italiana Gaspare Bolla.

#### La trasvolata della Manica
Il giornale inglese Daily Mail aveva messo in palio, per il primo uomo ad attraversare la Manica in aeroplano, una somma di 1000 sterline. Il favorito della gara che si era sviluppata intorno a quel premio era l'angloamericano Hubert Latham, facoltoso avventuriero e sportivo, con alle spalle gare in barca e voli in pallone, nonché alcuni record di velocità e di durata in volo. Latham decollò per il suo tentativo di mattina presto, il 19 luglio 1909, approfittando di un breve momento di tregua dal vento, dalle nubi, dalla pioggia e dalla nebbia che da giorni tenevano i concorrenti incollati al suolo. Ma, poco dopo il decollo, il motore del suo monoplano Antoinette IV si arrestò, costringendo il pilota al primo ammaraggio di fortuna della storia; Latham fu ricuperato indenne dalla nave militare francese che supportava l'operazione.
Sullo stesso treno che portava un nuovo aereo a Latham, per ripetere il tentativo di record, giunse a Calais l'aereo di Louis Blériot. Questi, zoppicante per un'ustione causata da una perdita d'olio in un volo precedente, era comunque in uno stato migliore del suo aereo, che dovette essere riparato con cura dal suo meccanico. Intanto, l'altro importante concorrente, il conte Charles de Lambert, era stato messo fuori gioco da un incidente durante un volo di prova, che aveva danneggiato uno dei suoi due biplani Wright.
Ma nelle primissime ore del 25 luglio 1909, il tempo migliorò sensibilmente. Prima dell'alba, Blériot verificò con un giro intorno a Calais che la macchina fosse in perfette condizioni. La marina francese fu avvertita, e non appena il sole sorse, alle 4 e 35 del mattino, l'aereo decollò e si diresse verso nord, nella nebbia. Blériot volava senza bussola, orologi né cartine. Dopo dieci minuti di volo aveva perso ogni riferimento, e non vedeva nient'altro che la superficie del mare un centinaio di metri sotto di sé. Altri dieci minuti più tardi avvistò la costa inglese, e corresse la rotta. Un cronista del giornale francese Le Matin, che lo attendeva presso il Castello di Dover, sventolò una bandiera francese per indicargli dove atterrare. Spento il motore (come era la prassi del tempo) Blériot planò verso il suolo, schiantandosi a terra in un atterraggio piuttosto brusco, che mandò in frantumi elica e carrello, ma che non provocò danni al pilota. Il volo era durato 36 minuti, e l'aereo aveva tenuto una velocità media di 64 km/h.
Louis Blériot, che non era preparato al clamore che lo storico volo avrebbe suscitato, e che era subito tornato in Francia in nave, dovette tornare a Londra per una cena ufficiale organizzata dal Daily Mail all'Hotel Savoy, e poi fu portato in trionfo a Parigi.
Oltre all'importanza di pietra miliare per la storia dell'aviazione, questo volo sancì la superiorità tecnica francese in campo aeronautico, che era destinata a durare ancora a lungo, e dimostrò che la possente marina della Gran Bretagna non sarebbe stata in grado di tenerla al sicuro da eventuali nemici provenienti dal cielo, come la prima guerra mondiale avrebbe poi reso evidente.

#### L'attraversamento delle Alpi

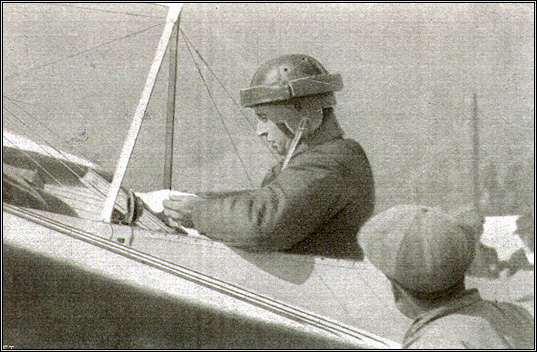
Geo Chávez sul suo Blériot XI alla partenza il 23 settembre 1910.

Il pilota Jorge Chávez Dartnell, anche conosciuto come Geo Chávez, allora ventitreenne, fu nel 1910 il primo a completare una trasvolata delle Alpi, a bordo di un Blériot XI con motorizzazione Gnome.
Anche in questo caso, c'era in gioco un premio in denaro messo in palio per metà dall'Aero Club di Milano, e per metà dal Corriere della Sera. Chávez, che già deteneva un record di quota, decollò da Briga, in Svizzera, alle 13 e 29 del 23 settembre. Aveva con sé un barometro, una bussola e un tachimetro. Il pilota, seguito da una colonna d'auto con meccanici, guide alpine, medici, e l'inviato del Corriere Luigi Barzini senior, superò con relativa facilità il Passo del Sempione, a 2013 m di altitudine. Tuttavia, dopo 41 minuti di volo, quando ormai stava per atterrare a Domodossola, l'aereo precipitò accartocciandosi da una ventina di metri di altezza, ferendo Chávez, che morì quattro giorni dopo in ospedale. L'impresa, invero tecnicamente molto più difficile di quella di Blériot dell'anno precedente, suscitò al tempo altrettanto clamore, anche se oggi invece è quasi del tutto sconosciuta. In particolare, l'eroica morte in giovane età del pilota ispirò molti componimenti poetici sulla sua "sublime morte", persino da parte di Giovanni Pascoli.

#### Solcando i cieli dell'Italia

Cesare Suglia.

Il 2 agosto 1913 il barese Cesare Suglia effettuò a bordo del Blèriot uno dei primi viaggi aerei al mondo su lunga distanza, stabilendo anche un record mondiale per precocità, spazi percorsi e durata, volando da Torino a Bari.
Il tenente Cesare Suglia alle ore 5:20 decollò dal campo d'aviazione di Mirafiori e, dopo una breve sosta a Pisa, risalì sull'aereo, un Blèriot da 80 Hp costruito su licenza dall'italiana Società Italiana Transaerea (S.I.T.) di Torino, lo stesso velivolo utilizzato in quel periodo in guerra dall'aviatore italiano Gaspare Bolla. Suglia giunse a Centocelle alle 12:34, compiendo così 6 ore e 35 minuti di volo. Il giorno seguente, un forte vento non gli permise di riprendere il volo. 
Il giorno successivo, partendo alle 6:20, raggiunse Napoli alle ore 8:30. 
Il 5 agosto affrontò l'ultima tappa che l'avrebbe portato a Bari, tanto aveva insistito affinché meta del volo che l'avrebbe portato a stabilire il record mondiale, fosse proprio la sua città natale, dove fin dalle ore 8:00 del mattino lo attendeva sul campo cittadino di Marisabella una folla entusiasta (quasi nessuno aveva mai visto un aereo) informata dagli amici cui Cesare aveva confidato della sua imminente impresa. 
Il percorso da Napoli a Bari fu compiuto in 2 ore e 20 minuti. Il capoluogo pugliese sarà la terza città d'Italia, e tra le prime d'Europa, a essere sorvolata da un aereo.
Dopo un rocambolesco atterraggio, trascinato fuori dall'aereo Cesare fu accolto in città come un eroe tra i festeggiamenti; verrà decorato con 3 medaglie d'oro al valore. Anni dopo gli verrà intitolata una via cittadina e il suo nome verrà preso in considerazione per il nome da dare all'aeroporto della città di Bari; in occasione dell'anniversario dell'impresa occasionalmente vengono emessi speciali annulli filatelici ricordanti l'impresa compiuta.

## Utilizzatori

### Militari
(lista parziale)
 Australia
- Australian Flying Corps

 Belgio
- Aviation Militaire

 Francia
- Marine nationale
  - Aviation Maritime

 Italia
- Regio Esercito
  - Corpo Aeronautico Militare

 Svizzera
- Schweizerische Fliegertruppe

## Galleria d'immagini

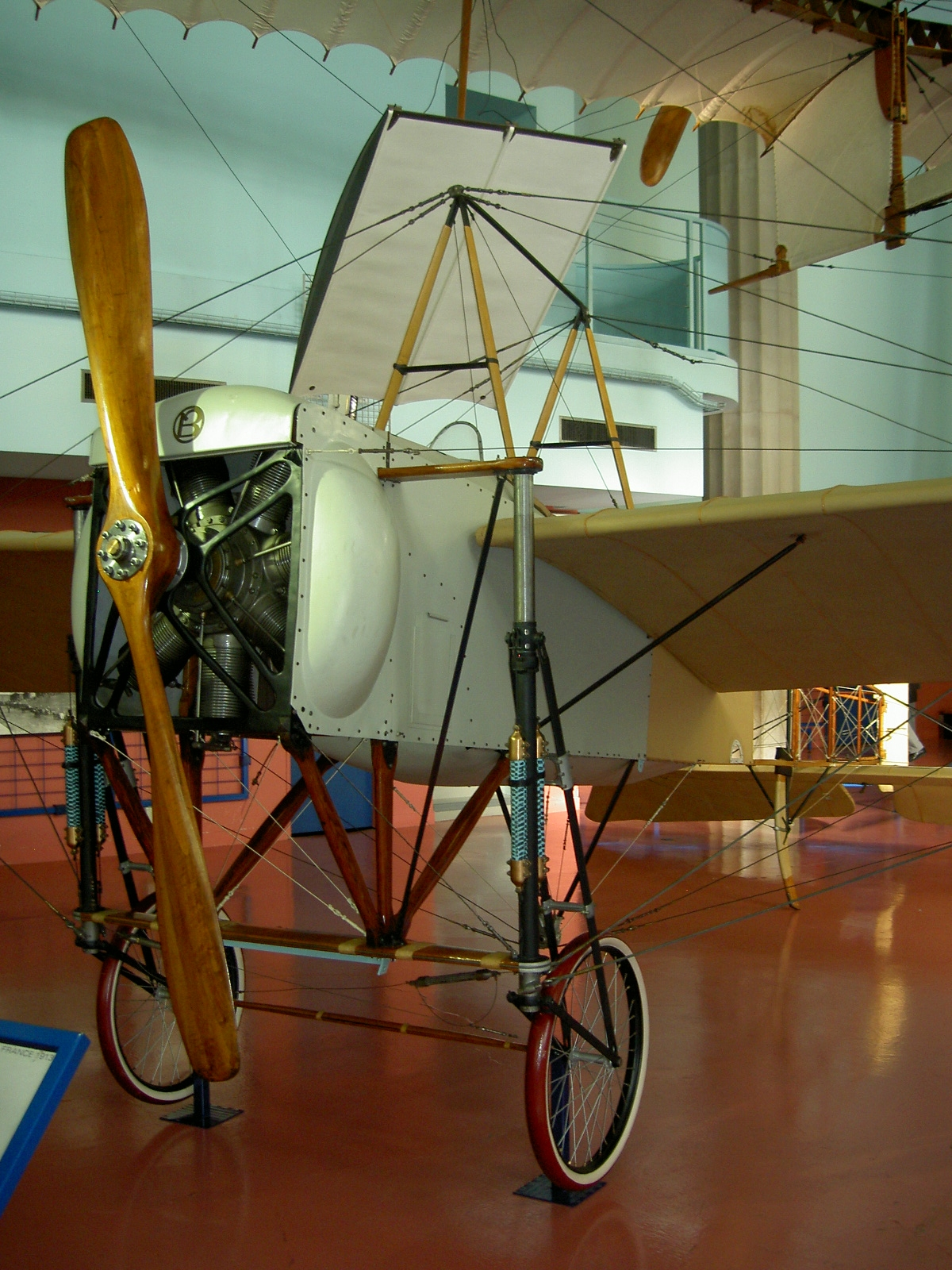
Vista anteriore della seconda versione con il nuovo motore Gnome rotativo

### Periodici
- (EN) The Bleriot short-span monoplane - The Channel flyer, in Flight, Sutton, Surrey (UK), Reed Business Information Ltd, 31 luglio 1909,  pp. 453-6. URL consultato il 2 novembre 2012.